# Схема Холдриджа
Схема Холдриджа — одна из классификаций природных сообществ, основанная на корреляции между климатом и растительностью. Впервые была предложена Лесли Холдриджем в 1947 году, дополнена в 1967 году.
Схема отличается простотой, рассматривая всего три климатических параметра. Базируется на предположении, что тип почвы и климаксическая растительность целиком определяется климатом.
Первые варианты схемы рассматривали тропическую и субтропические зоны, в дальнейшем схема была распространена на весь земной шар. Установлено, что схема хорошо описывает зону тропической растительности, средиземноморскую и арктическую зоны, хуже — холодную океаническую и аридную зоны, для которых определяющим фактором является влажность. Схема широко применялась для предсказания изменения растительности в связи с глобальным потеплением.

## Структура схемы
Схема имеет три координатные оси:
- Среднегодовое количество осадков;
- Среднегодовая биотемпература;
- Потенциально-эвапотранспирационное отношение.

Схема также включает производные параметры:
- Провинции влажности;
- Широтные пояса;
- Вертикальные зоны.

### Биотемпература
Среднегодовая биотемпература представляет собой специальным образом скорректированную среднегодовую температуру. При вычислении средней температуры принимаются во внимание только температуры выше нуля, температуры ниже нуля при суммировании учитываются как 0 °C.

### Потенциально-эвапотранспирационное отношение
Эвапотранспирация представляет собой сумму среднегодового испарения воды с поверхности Земли и испарения воды растениями (транспирация).
Потенциально-эвапотранспирационное отношение — это отношение потенциальной эвапоротранспирации (то есть максимально возможной эвапоротранспирации в данном климате при условии избыточного увлажнения) и реального уровня осадков. Если отношение меньше единицы, то выпадающие осадки не успевают испаряться, что приводит к повышенному увлажнению. Отношение больше единицы соответствует сухому климату.
Потенциально-эвапотранспирационное отношение не является независимой координатой, так как потенциальная эвапотранспирация однозначно определяется среднегодовой биотемпературой:
{\displaystyle E_{p}=58,93\cdot T_{b},}
где
{\displaystyle E_{p}} — потенциальная эвапотранспирация, мм;
{\displaystyle T_{b}} — биотемпература, °C.

## Классы
Схема использует классы, используемые Международным институтом прикладного системного анализа (IIASA):
1. Полярная пустыня (Polar desert)
2. Приполярная сухая тундра (Subpolar dry tundra)
3. Приполярная влажная тундра (Subpolar moist tundra)
4. Приполярная мокрая тундра (Subpolar wet tundra)
5. Приполярная дождевая тундра (Subpolar rain tundra)
6. Арктическая пустыня (Boreal desert)
7. Арктическая сухой скрэб (Boreal dry scrub)
8. Арктический влажный лес (Boreal moist forest)
9. Арктический мокрый лес (Boreal wet forest)
10. Арктический дождевой лес (Boreal rain forest)
11. Пустыня умеренного климата (Cool temperate desert)
12. Пустынный скрэб умеренного климата (Cool temperate desert scrub)
13. Степь умеренного климата (Cool temperate steppe)
14. Влажный лес умеренного климата (Cool temperate moist forest)
15. Мокрый лес умеренного климата (Cool temperate wet forest)
16. Дождевой лес умеренного климата (Cool temperate rain forest)
17. Пустыня тёплого климата (Warm temperate desert)
18. Пустынный скрэб тёплого климата (Warm temperate desert scrub)
19. Колючий скрэб тёплого климата (Warm temperate thorn scrub)
20. Сухой лес тёплого климата (Warm temperate dry forest)
21. Влажный лес тёплого климата (Warm temperate moist forest)
22. Мокрый лес тёплого климата (Warm temperate wet forest)
23. Дождевой лес тёплого климата (Warm temperate rain forest)
24. Субтропическая пустыня (Subtropical desert)
25. Субтропическая пустынный скрэб (Subtropical desert scrub)
26. Субтропическое колючее редколесье (Subtropical thorn woodland)
27. Субтропический сухой лес (Subtropical dry forest)
28. Субтропический влажный лес (Subtropical moist forest)
29. Субтропический мокрый лес (Subtropical wet forest)
30. Субтропический дождевой лес (Subtropical rain forest)
31. Тропическая пустыня (Tropical desert)
32. Тропическая пустынный скрэб (Tropical desert scrub)
33. Тропическое колючее редколесье (Tropical thorn woodland)
34. Тропический очень сухой лес (Tropical very dry forest)
35. Тропический сухой лес (Tropical dry forest)
36. Тропический влажный лес (Tropical moist forest)
37. Тропический мокрый лес (Tropical wet forest)
38. Тропический дождевой лес (Tropical rain forest)